# Cryptus proximus
Cryptus proximus är en stekelart som beskrevs av Etienne Laurent Joseph Hippolyte Boyer de Fonscolombe 1850. Cryptus proximus ingår i släktet Cryptus och familjen brokparasitsteklar. Inga underarter finns listade i Catalogue of Life.